# فورمونونتین
فورمونونتین (به انگلیسی: Formononetin) با فرمول شیمیایی C۱۶H۱۲O۴ یک ترکیب شیمیایی با شناسه پاب‌کم ۵۲۸۰۳۷۸ است. که جرم مولی آن ۲۶۸٫۲۶ g/mol می‌باشد. 